# Andromeda (mitologia)
Andromeda (in greco antico: Ἀνδρομέδη?, Androméde) è una figura della mitologia greca, figlia di Cefeo e di Cassiopea, sovrani d'Etiopia.

## Il mito
Le disgrazie di Andromeda cominciarono il giorno in cui sua madre sostenne di essere più bella delle Nereidi, ninfe particolarmente seducenti. Queste, offese, decisero che l'arroganza e la vanità di Cassiopea aveva superato i limiti e chiesero a Poseidone, il dio del mare, di punirla. Poseidone mandò il mostro marino Ceto (alcuni dicono anche un'inondazione) a razziare le coste dell'Etiopia del re Cefeo. Sbigottito per le devastazioni, con i sudditi che reclamavano una sua reazione, Cefeo si rivolse all'Oracolo di Ammone per trovare una via d'uscita. Gli fu detto che per quietare il mostro doveva sacrificare la sua unica e ancora vergine figlia: Andromeda.
L'innocente fanciulla fu spogliata ed incatenata a una costa rocciosa per espiare le colpe della madre, che dalla riva guardava in preda al rimorso. Mentre Andromeda stava incatenata alla rupe battuta dalle onde, pallida di terrore e in lacrime per la fine imminente, l'eroe Perseo, fresco dell'impresa della decapitazione della Gorgone Medusa, capitò da quelle parti in sella al suo cavallo alato Pegaso (o sui suoi sandali alati). Il suo cuore fu rapito alla vista di quella fragile bellezza in preda all'angoscia.
Il poeta latino Ovidio nel suo libro Metamorphoses dice che Perseo in un primo momento scambiò Andromeda per una statua di marmo. Ma il vento che le scompigliava i capelli e le calde lacrime che le scorrevano sulle guance gli rivelarono la sua natura umana. Perseo le chiese come si chiamava e perché era incatenata lì. Andromeda, del tutto diversa dalla sua vanitosa madre, per timidezza neanche gli rispose; anche se la attendeva una morte orribile fra le fauci bavose di un mostro, per modestia avrebbe preferito nascondere il viso tra le mani se non le avesse avute incatenate a quella roccia.
Perseo continuò a interrogarla. Alla fine, per timore che il suo silenzio potesse essere interpretato come ammissione di colpevolezza, gli raccontò la sua storia, che interruppe improvvisamente, lanciando un urlo di terrore alla vista del mostro che, avanzando fra le onde, si dirigeva verso di lei. Prima di entrare in azione, Perseo chiese ai genitori di Andromeda la mano della fanciulla, poi si lanciò contro il mostro, lo uccise con la sua harpe, liberò l'estasiata Andromeda e ne fece la sua sposa, nonostante fosse stata precedentemente promessa a suo zio Fineo. L'episodio sarebbe avvenuto a Loppe (odierna Giaffa): Plinio sostiene che sotto Cefeo il regno dell'Etiopia si estendeva fino alla Siria. Flavio Giuseppe racconta nel libro terzo della Guerra Giudaica che ai suoi tempi si vedevano ancora le catene, rimaste sulle rupi marine, dove la fanciulla era legata. Pomponio Mela riporta una versione alternativa, secondo cui il mostro marino venne pietrificato da Perseo con la testa di Medusa e gli abitanti di Giaffa ne facevano vedere appunto i resti pietrificati (forse un ammasso corallino).
Fineo, furioso per essere stato messo da parte, fece irruzione nella reggia durante il matrimonio di Perseo e Andromeda, alla testa di un gran numero di uomini armati. Ne scaturì uno scontro tra i seguaci dei due rivali in amore che ebbe fine solo quando Perseo mostrò la testa di Medusa a Fineo e ai suoi fiancheggiatori superstiti, trasformandoli in pietre.
Andromeda seguì il marito nella sua isola natale di Serifo, dove l'eroe salvò la propria madre Danae. Successivamente la coppia andò ad Argo, città di cui Perseo diventò il legittimo erede al trono. Ma dopo aver ucciso accidentalmente il re di Argo, suo nonno Acrisio, l'eroe scelse di diventare re della vicina Tirinto. Anni dopo Andromeda gli diede sette figli: Perse (progenitore dei Persiani secondo l'etimologia popolare), Alceo, Eleio, Mestore, Stenelo, Elettrione e Cinuro, e due figlie, Autochthe e Gorgofone, madre di Tindaro e Icario, entrambi re di Sparta. I loro discendenti governarono Micene da Elettrione fino a Euristeo, dopodiché Atreo ottenne il regno. Anche il grande eroe Eracle (corrispondente ad Ercole della mitologia romana) era un discendente di Perseo, in quanto sua madre Alcmena era figlia di Elettrione e, al pari di Perseo, aveva come padre Zeus.
Alla morte di Andromeda, Atena (Minerva secondo la mitologia romana) la pose nel cielo settentrionale come l'omonima costellazione, insieme a Perseo e ai suoi genitori Cefeo e Cassiopea, in commemorazione del coraggio di Perseo nell'aver combattuto Ceto, donando così a tutti loro l'immortalità.

## Influenza culturale

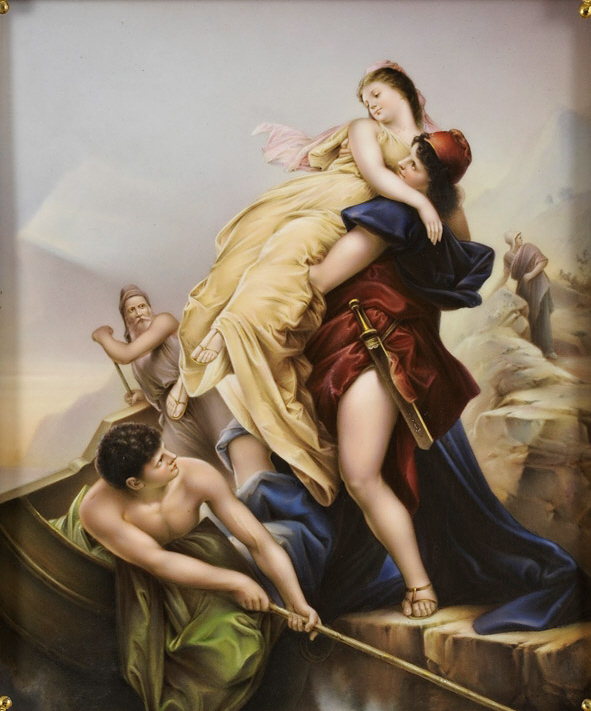
Piatto rappresentante Andromeda e Perseo. Opera della KPM, tardo XIX secolo.

Nonostante le origini etiopiche, Andromeda è stata immortalata nelle opere pittoriche post-classiche perlopiù con la pelle bianca.

### Pittura
- Liberazione di Andromeda - Dipinto di Piero di Cosimo (circa 1510)
- Piatto con lotta tra Perseo e Fineo - opera decorativa di artista ignoto (1550-60)
- Andromeda - Dipinto di Rembrandt (1629)
- Perseo libera Andromeda - Dipinto di Peter Paul Rubens (circa 1620)
- Perseo e Andromeda - Dipinto di Pieter Paul Rubens (1622)
- Andromeda - Dipinto di Francesco Furini (circa 1636)
- Andromeda - Dipinto di Tamara de Lempicka
- Andromeda - Dipinto di Filippo Lippi
- Quattro costellazioni  - Dipinto di Bruno d'Arcevia (1987)

### Letteratura
- Andromeda - Tragedia perduta di Euripide

### Astronomia
- Il mito di Andromeda è così noto da essere stato immortalato anche nel cielo: esistono infatti le costellazioni di Andromeda, Perseo, Cassiopea, Cefeo, nonché la costellazione della Balena, che rappresenta il mostro marino. Anche la galassia M31 porta il suo nome.

### Musica
- Andromeda Heights - album dei Prefab Sprout (1997)
- Andromeda - canzone di Priestess, dall'album Brava (2019)
- Andromeda - canzone dei Gorillaz (2017)
- Andromeda - canzone di Elodie (2020)
- Andromeda (Ti consegno il mio Universo) - canzone di Michele Pastrello (2020)
- Andromeda - band finlandese, poi Eternal Tears of Sorrow
- Andromeda - canzone di Wos (2018)
- Andromeda - canzone di Umberto Maria Giardini (2023)
- Andromeda - canzone di Weyes Blood, dall’album Titanic Rising (2019)

## Albero genealogico di Andromeda
|  |  |       |       |       |       |       |       |        |        |        |        |        |        |       |       |            |            |            |            |            |            |           |           | Zeus    | Zeus    | Zeus    | Zeus    | Zeus      | Zeus      |           |           | Danae     | Danae     | Danae      | Danae      | Danae      | Danae      |            |            | Cefeo  | Cefeo  | Cefeo  | Cefeo  | Cefeo     | Cefeo     |           |           | Cassiopea | Cassiopea | Cassiopea | Cassiopea | Cassiopea | Cassiopea |          |          |          |          |          |          |         |         |         |         |  |  |         |         |         |         |         |         |  |  |        |        |        |        |        |        |  |  |           |           |           |           |           |           |  |  |           |           |           |           |           |           |
|  |  |       |       |       |       |       |       |        |        |        |        |        |        |       |       |            |            |            |            |            |            |           |           | Zeus    | Zeus    | Zeus    | Zeus    | Zeus      | Zeus      |           |           | Danae     | Danae     | Danae      | Danae      | Danae      | Danae      |            |            | Cefeo  | Cefeo  | Cefeo  | Cefeo  | Cefeo     | Cefeo     |           |           | Cassiopea | Cassiopea | Cassiopea | Cassiopea | Cassiopea | Cassiopea |          |          |          |          |          |          |         |         |         |         |  |  |         |         |         |         |         |         |  |  |        |        |        |        |        |        |  |  |           |           |           |           |           |           |  |  |           |           |           |           |           |           |
|  |  |       |       |       |       |       |       |        |        |        |        |        |        |       |       |            |            |            |            |            |            |           |           |         |         |         |         |           |           |           |           |           |           |            |            |            |            |            |            |        |        |        |        |           |           |           |           |           |           |           |           |           |           |          |          |          |          |          |          |         |         |         |         |  |  |         |         |         |         |         |         |  |  |        |        |        |        |        |        |  |  |           |           |           |           |           |           |  |  |           |           |           |           |           |           |
|  |  |       |       |       |       |       |       |        |        |        |        |        |        |       |       |            |            |            |            |            |            |           |           |         |         |         |         | Perseo    | Perseo    | Perseo    | Perseo    | Perseo    | Perseo    |            |            |            |            |            |            |        |        |        |        | Andromeda | Andromeda | Andromeda | Andromeda | Andromeda | Andromeda |           |           |           |           |          |          |          |          |          |          |         |         |         |         |  |  |         |         |         |         |         |         |  |  |        |        |        |        |        |        |  |  |           |           |           |           |           |           |  |  |           |           |           |           |           |           |
|  |  |       |       |       |       |       |       |        |        |        |        |        |        |       |       |            |            |            |            |            |            |           |           |         |         |         |         | Perseo    | Perseo    | Perseo    | Perseo    | Perseo    | Perseo    |            |            |            |            |            |            |        |        |        |        | Andromeda | Andromeda | Andromeda | Andromeda | Andromeda | Andromeda |           |           |           |           |          |          |          |          |          |          |         |         |         |         |  |  |         |         |         |         |         |         |  |  |        |        |        |        |        |        |  |  |           |           |           |           |           |           |  |  |           |           |           |           |           |           |
|  |  |       |       |       |       |       |       |        |        |        |        |        |        |       |       |            |            |            |            |            |            |           |           |         |         |         |         |           |           |           |           |           |           |            |            |            |            |            |            |        |        |        |        |           |           |           |           |           |           |           |           |           |           |          |          |          |          |          |          |         |         |         |         |  |  |         |         |         |         |         |         |  |  |        |        |        |        |        |        |  |  |           |           |           |           |           |           |  |  |           |           |           |           |           |           |
|  |  |       |       |       |       |       |       |        |        |        |        |        |        |       |       |            |            |            |            |            |            |           |           |         |         |         |         |           |           |           |           |           |           |            |            |            |            |            |            |        |        |        |        |           |           |           |           |           |           |           |           |           |           |          |          |          |          |          |          |         |         |         |         |  |  |         |         |         |         |         |         |  |  |        |        |        |        |        |        |  |  |           |           |           |           |           |           |  |  |           |           |           |           |           |           |
|  |  | Perse | Perse | Perse | Perse | Perse | Perse |        |        | Alceo  | Alceo  | Alceo  | Alceo  | Alceo | Alceo |            |            | Hipponome  | Hipponome  | Hipponome  | Hipponome  | Hipponome | Hipponome |         |         | Elio    | Elio    | Elio      | Elio      | Elio      | Elio      |           |           | Elettrione | Elettrione | Elettrione | Elettrione | Elettrione | Elettrione |        |        | Anasso | Anasso | Anasso    | Anasso    | Anasso    | Anasso    |           |           | Stenelo   | Stenelo   | Stenelo   | Stenelo   | Stenelo  | Stenelo  |          |          | Nicippe  | Nicippe  | Nicippe | Nicippe | Nicippe | Nicippe |  |  | Mestore | Mestore | Mestore | Mestore | Mestore | Mestore |  |  | Cinuro | Cinuro | Cinuro | Cinuro | Cinuro | Cinuro |  |  | Autochthe | Autochthe | Autochthe | Autochthe | Autochthe | Autochthe |  |  | Gorgofone | Gorgofone | Gorgofone | Gorgofone | Gorgofone | Gorgofone |
|  |  | Perse | Perse | Perse | Perse | Perse | Perse |        |        | Alceo  | Alceo  | Alceo  | Alceo  | Alceo | Alceo |            |            | Hipponome  | Hipponome  | Hipponome  | Hipponome  | Hipponome | Hipponome |         |         | Elio    | Elio    | Elio      | Elio      | Elio      | Elio      |           |           | Elettrione | Elettrione | Elettrione | Elettrione | Elettrione | Elettrione |        |        | Anasso | Anasso | Anasso    | Anasso    | Anasso    | Anasso    |           |           | Stenelo   | Stenelo   | Stenelo   | Stenelo   | Stenelo  | Stenelo  |          |          | Nicippe  | Nicippe  | Nicippe | Nicippe | Nicippe | Nicippe |  |  | Mestore | Mestore | Mestore | Mestore | Mestore | Mestore |  |  | Cinuro | Cinuro | Cinuro | Cinuro | Cinuro | Cinuro |  |  | Autochthe | Autochthe | Autochthe | Autochthe | Autochthe | Autochthe |  |  | Gorgofone | Gorgofone | Gorgofone | Gorgofone | Gorgofone | Gorgofone |
|  |  |       |       |       |       |       |       |        |        |        |        |        |        |       |       |            |            |            |            |            |            |           |           |         |         |         |         |           |           |           |           |           |           |            |            |            |            |            |            |        |        |        |        |           |           |           |           |           |           |           |           |           |           |          |          |          |          |          |          |         |         |         |         |  |  |         |         |         |         |         |         |  |  |        |        |        |        |        |        |  |  |           |           |           |           |           |           |  |  |           |           |           |           |           |           |
|  |  |       |       |       |       |       |       |        |        |        |        |        |        |       |       |            |            |            |            |            |            |           |           |         |         |         |         |           |           |           |           |           |           |            |            |            |            |            |            |        |        |        |        |           |           |           |           |           |           |           |           |           |           |          |          |          |          |          |          |         |         |         |         |  |  |         |         |         |         |         |         |  |  |        |        |        |        |        |        |  |  |           |           |           |           |           |           |  |  |           |           |           |           |           |           |
|  |  |       |       |       |       | Anaxo | Anaxo | Anaxo  | Anaxo  | Anaxo  | Anaxo  |        |        |       |       | Anfitrione | Anfitrione | Anfitrione | Anfitrione | Anfitrione | Anfitrione |           |           | Alcmena | Alcmena | Alcmena | Alcmena | Alcmena   | Alcmena   |           |           | Zeus      | Zeus      | Zeus       | Zeus       | Zeus       | Zeus       |            |            |        |        |        |        | Licimnio  | Licimnio  | Licimnio  | Licimnio  | Licimnio  | Licimnio  |           |           |           |           | Euristeo | Euristeo | Euristeo | Euristeo | Euristeo | Euristeo |         |         |         |         |  |  |         |         |         |         |         |         |  |  |        |        |        |        |        |        |  |  |           |           |           |           |           |           |  |  |           |           |           |           |           |           |
|  |  |       |       |       |       | Anaxo | Anaxo | Anaxo  | Anaxo  | Anaxo  | Anaxo  |        |        |       |       | Anfitrione | Anfitrione | Anfitrione | Anfitrione | Anfitrione | Anfitrione |           |           | Alcmena | Alcmena | Alcmena | Alcmena | Alcmena   | Alcmena   |           |           | Zeus      | Zeus      | Zeus       | Zeus       | Zeus       | Zeus       |            |            |        |        |        |        | Licimnio  | Licimnio  | Licimnio  | Licimnio  | Licimnio  | Licimnio  |           |           |           |           | Euristeo | Euristeo | Euristeo | Euristeo | Euristeo | Euristeo |         |         |         |         |  |  |         |         |         |         |         |         |  |  |        |        |        |        |        |        |  |  |           |           |           |           |           |           |  |  |           |           |           |           |           |           |
|  |  |       |       |       |       |       |       |        |        |        |        |        |        |       |       |            |            |            |            |            |            |           |           |         |         |         |         |           |           |           |           |           |           |            |            |            |            |            |            |        |        |        |        |           |           |           |           |           |           |           |           |           |           |          |          |          |          |          |          |         |         |         |         |  |  |         |         |         |         |         |         |  |  |        |        |        |        |        |        |  |  |           |           |           |           |           |           |  |  |           |           |           |           |           |           |
|  |  |       |       |       |       |       |       |        |        |        |        |        |        |       |       |            |            |            |            |            |            |           |           |         |         |         |         |           |           |           |           |           |           |            |            |            |            |            |            |        |        |        |        |           |           |           |           |           |           |           |           |           |           |          |          |          |          |          |          |         |         |         |         |  |  |         |         |         |         |         |         |  |  |        |        |        |        |        |        |  |  |           |           |           |           |           |           |  |  |           |           |           |           |           |           |
|  |  |       |       |       |       |       |       | Ificle | Ificle | Ificle | Ificle | Ificle | Ificle |       |       |            |            |            |            |            |            |           |           |         |         |         |         |           |           |           |           | Megara    | Megara    | Megara     | Megara     | Megara     | Megara     |            |            | Eracle | Eracle | Eracle | Eracle | Eracle    | Eracle    |           |           | Deianira  | Deianira  | Deianira  | Deianira  | Deianira  | Deianira  |          |          | Ebe      | Ebe      | Ebe      | Ebe      | Ebe     | Ebe     |         |         |  |  |         |         |         |         |         |         |  |  |        |        |        |        |        |        |  |  |           |           |           |           |           |           |  |  |           |           |           |           |           |           |
|  |  |       |       |       |       |       |       | Ificle | Ificle | Ificle | Ificle | Ificle | Ificle |       |       |            |            |            |            |            |            |           |           |         |         |         |         |           |           |           |           | Megara    | Megara    | Megara     | Megara     | Megara     | Megara     |            |            | Eracle | Eracle | Eracle | Eracle | Eracle    | Eracle    |           |           | Deianira  | Deianira  | Deianira  | Deianira  | Deianira  | Deianira  |          |          | Ebe      | Ebe      | Ebe      | Ebe      | Ebe     | Ebe     |         |         |  |  |         |         |         |         |         |         |  |  |        |        |        |        |        |        |  |  |           |           |           |           |           |           |  |  |           |           |           |           |           |           |
|  |  |       |       |       |       |       |       |        |        |        |        |        |        |       |       |            |            |            |            |            |            |           |           |         |         |         |         |           |           |           |           |           |           |            |            |            |            |            |            |        |        |        |        |           |           |           |           |           |           |           |           |           |           |          |          |          |          |          |          |         |         |         |         |  |  |         |         |         |         |         |         |  |  |        |        |        |        |        |        |  |  |           |           |           |           |           |           |  |  |           |           |           |           |           |           |
|  |  |       |       |       |       |       |       |        |        |        |        |        |        |       |       |            |            |            |            |            |            |           |           |         |         |         |         |           |           |           |           |           |           |            |            |            |            |            |            |        |        |        |        |           |           |           |           |           |           |           |           |           |           |          |          |          |          |          |          |         |         |         |         |  |  |         |         |         |         |         |         |  |  |        |        |        |        |        |        |  |  |           |           |           |           |           |           |  |  |           |           |           |           |           |           |
|  |  |       |       |       |       |       |       | Iolao  | Iolao  | Iolao  | Iolao  | Iolao  | Iolao  |       |       |            |            |            |            |            |            |           |           |         |         |         |         | Tre figli | Tre figli | Tre figli | Tre figli | Tre figli | Tre figli |            |            |            |            | Illo       | Illo       | Illo   | Illo   | Illo   | Illo   |           |           | Macaria   | Macaria   | Macaria   | Macaria   | Macaria   | Macaria   |           |           | Altri    | Altri    | Altri    | Altri    | Altri    | Altri    |         |         |         |         |  |  |         |         |         |         |         |         |  |  |        |        |        |        |        |        |  |  |           |           |           |           |           |           |  |  |           |           |           |           |           |           |

## Galleria d'immagini

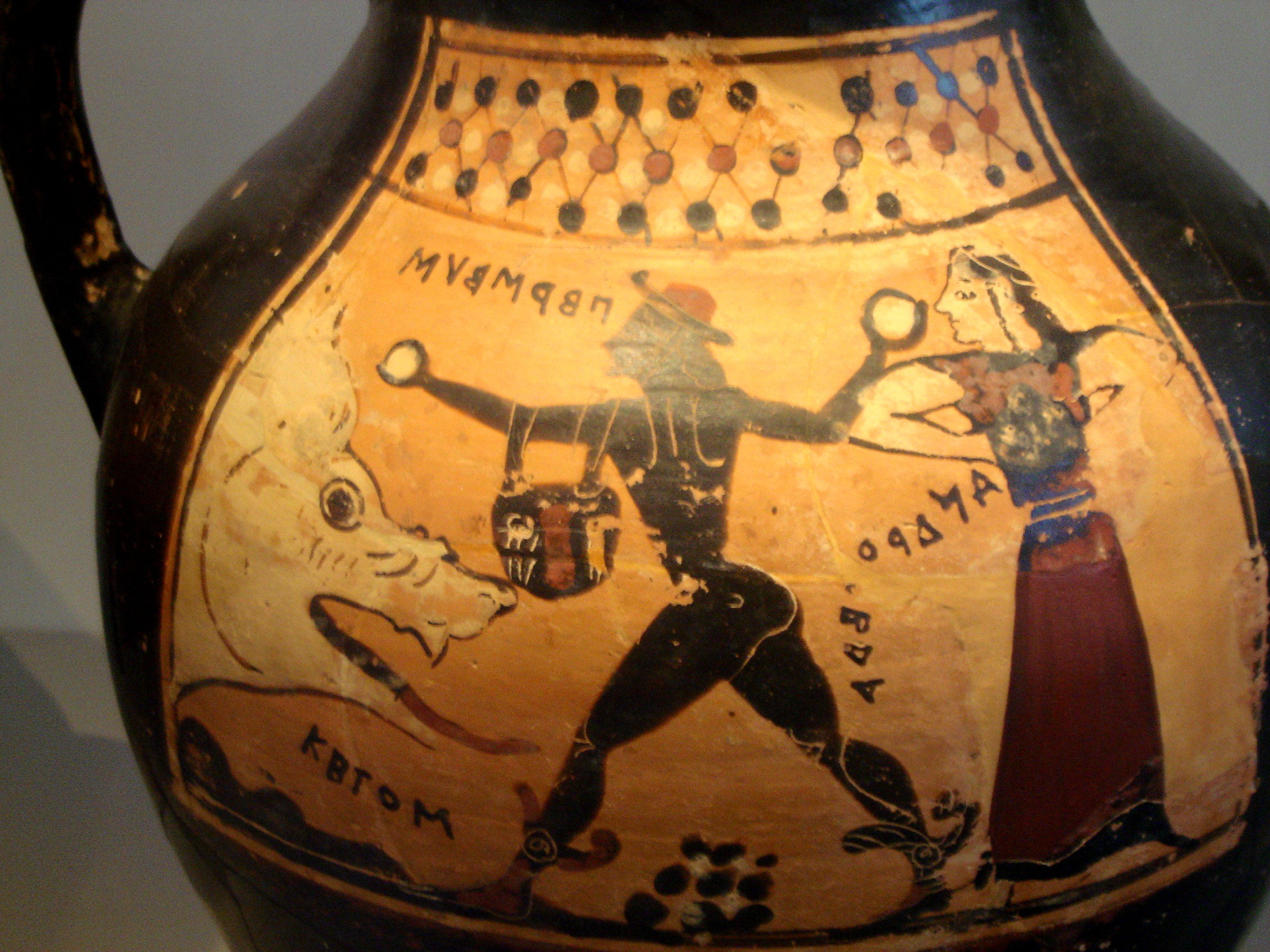
Perseus e Andromeda, vaso corinzio.
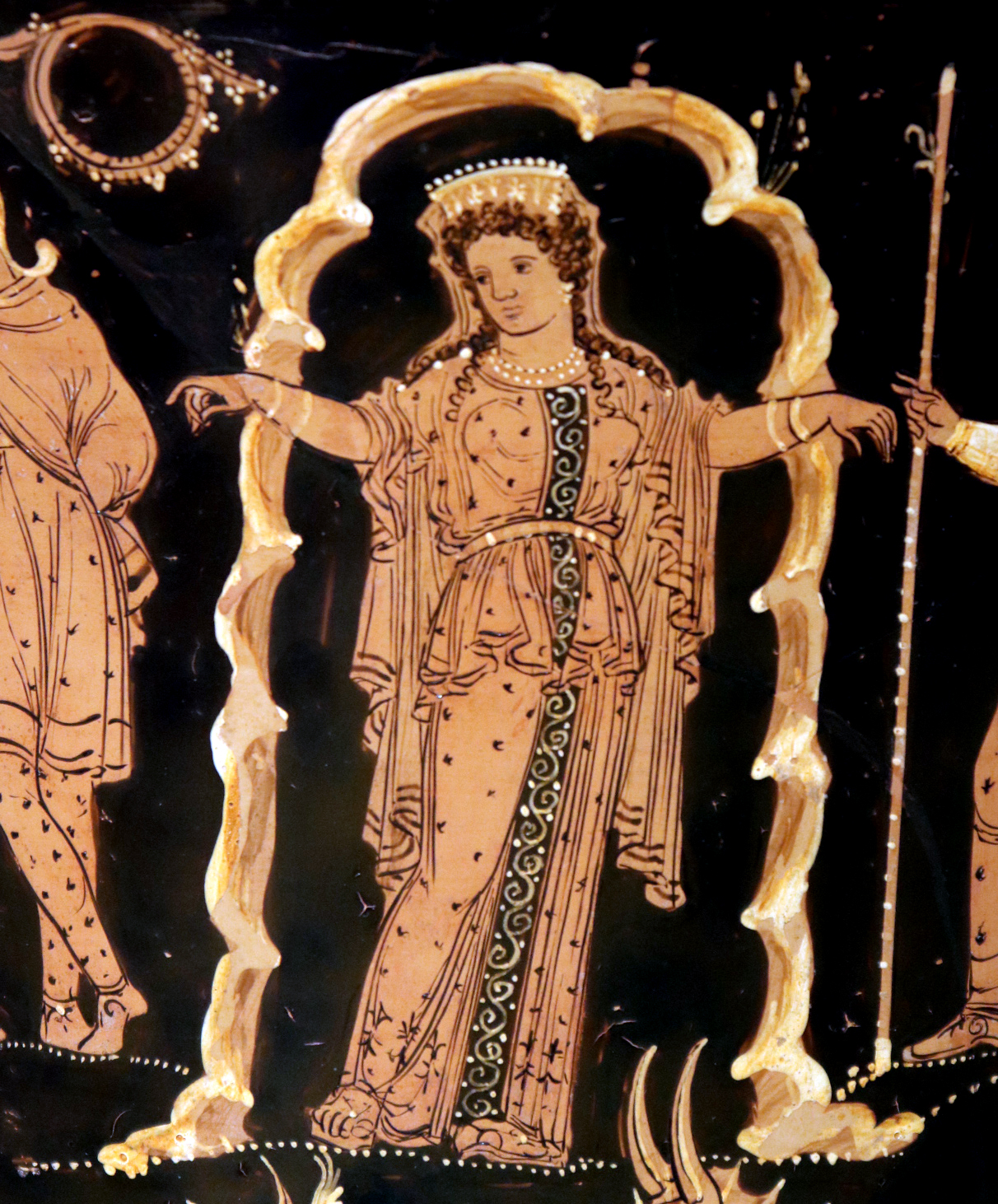
Loutrophoros con Perseo e Adromeda (Taranto, MARTA).
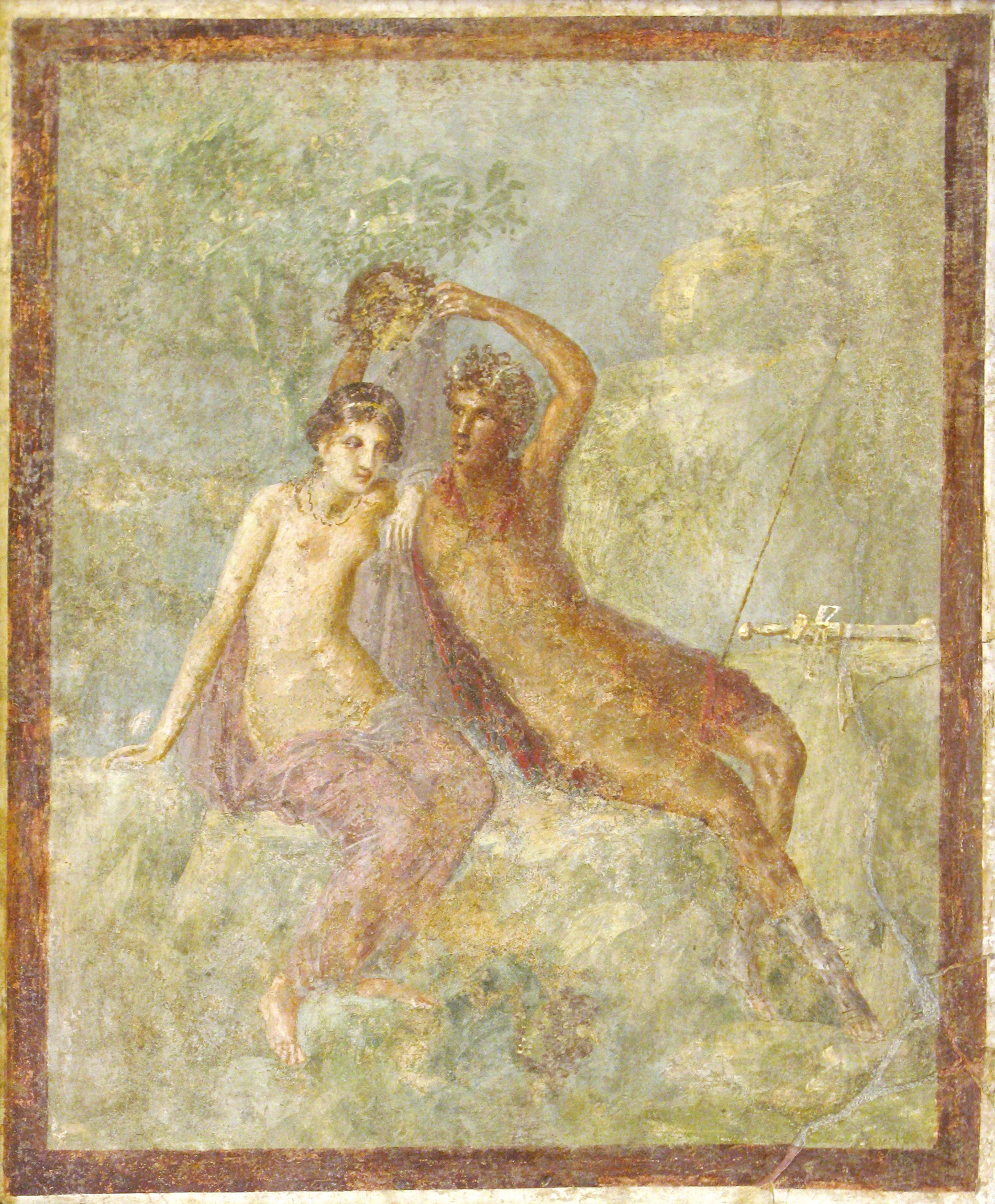
Perseo e Andromeda in un dipinto di Pompei (Napoli, MANN). L'eroe solleva sopra la ragazza la testa mozza di Medusa.